# E-manuscripta.ch

Logo e-manuscripta

e-manuscripta.ch è una piattaforma per la diffusione dei manoscritti digitalizzati, creata dalle tre biblioteche universitarie svizzere: la Biblioteca centrale di Zurigo, la biblioteca universitaria di Basilea e la biblioteca dell'ETH di Zurigo.

## Organizzazione
La sede amministrativa e gestionale del progetto è presso la Biblioteca centrale di Zurigo, mentre la Biblioteca ETH di Zurigo si occupa dell'hosting e coordinamento IT in qualità di fornitore di servizi. La Biblioteca universitaria di Basilea è coinvolta nella definizione degli standard di sviluppo nella veste di soggetto coordinatore del catalogo dell'associazione Manoscritti, Archivi, Proprietà (HAN).
Il database visivo è gestito dalla Walter Nagel GmbH & Co. KG.

Spetta a ciascuna istituzione partecipante selezionare, digitalizzare e attivare le raccolte che le contraddistinguono nel quadro stabilito da e-manuscripta.

## Descrizione
Il progetto si avvale dell'esperienza di e-rara.ch e viene realizzato nell'ambito del progetto di innovazione e cooperazione e-lib.ch. Poiché e-manuscripta si concentra principalmente su manoscritti moderni e materiale d'archivio, il portale integra anche le fonti antiche del progetto e-codices.
A marzo del 2013 risultavano digitalizzate 12.000 fonti storiche scritte a mano suddivise fra manoscritti individuali e collettivi, lettere e materiale d'archivio, manoscritti musicali, schede di manoscritti e altri materiali grafici. Due anni più tardi, il numero era aumentato a 42.000 manoscritti datti fra l'XI e il XXI secolo, e per la maggior parte successivi al 1500.
La piattaforma integra i portali delle biblioteche e i database degli archivi in un unico catalogo virtuale navigabile enel quale effettuare ricerche. I documenti sono indicizzati anche nei motori di ricerca. Le copie digitali sono generalmente di pubblico dominio e possono essere visualizzate online gratuitamente o scaricate in formato PDF. Il loro numero viene continuamente ampliato.